# Katarzyna Krzywańska
Katarzyna Krzywańska, właśc. Katarzyna Anna Smoleńska z domu Krzywańska (ur. 27 maja 1986) – polska karateczka, sędzia Polskiego Związku Karate Tradycyjnego, przewodniczka turystyczna i menadżerka muzyczna. Wielokrotna medalistka mistrzostw świata i mistrzostw Europy w karate tradycyjnym.

## Życiorys
Ukończyła naukę w XXVI Liceum Ogólnokształcącym w Łodzi oraz studia magisterskie Wydziale Wychowania Fizycznego i Zdrowotnego Uniwersytetu Łódzkiego. Od 1989 uprawia karate – posiada 4 dan, jest również licencjonowaną trenerką Polskiej Unii Karate Tradycyjnego i prezeską Łódzkiej Akademia Karate Tradycyjnego. Jest również menadżerką zespołu Samokhin Band.

### Życie prywatne
Jej mężem jest Piotr Smoleński – twórca wideoklipów. Jest kuzynką sportsmenki i osobowości medialnej – Anny Lewandowskiej (ur. 1988) – żony piłkarza – Roberta Lewandowskiego (1988). Jej babcią była Jolanta Krzywańska (1935–2022) – śpiewaczka operowa związana z Teatrem Wielkim w Łodzi.

## Publikacje
- ...nie tylko pilates, Palatum, 2009, ISBN 978-83-927276-4-4[2]

## Wyróżnienia
- Odznaka „Za Zasługi dla Miasta Łodzi” (2017)[9]

## Sukcesy

### Mistrzostwa świata

#### Kata
- (x2) Mistrzostwo Świata indywidualnie (2008[10], 2012[11])
- (x1) Wicemistrzostwo Świata indywidualnie (2002)[12]
- (x1) Wicemistrzostwo Świata drużynowo (2012)[11]
- (x2) III miejsce drużynowo (2006[10], 2008[10])

#### En-bu
- (x1) III miejsce drużynowo (2012)[11]
- (x1) III miejsce w parach mieszanych (2000)[13]

### Mistrzostwa Europy

#### Kata
- (x1) Mistrzostwo Europy indywidualnie (2006[10])
- (x1) Wicemistrzostwo Europy indywidualnie (2006[12])
- (x1) III miejsce indywidualnie (2006[12])
- (x2) Mistrzostwo Europy drużynowo (2004, 2005[12])
- (x1) Wicemistrzostwo Europy drużynowo (2006[10])
- (x1) III miejsce drużynowo (1997[13])
- (x1) Wicemistrzostwo Europy w parach mieszanych (2006[10])

#### En-bu
- (x1) Mistrzostwo Europy w parach mieszanych (2000[13])
- (x3) Wicemistrzostwo Europy w parach mieszanych (1998, 1999[13], 2001[12])
- (x3) III miejsce w parach mieszanych (1997, 1998[13] 2001[12])